# Phytocoris signatipes
Phytocoris signatipes är en insektsart som beskrevs av Knight 1926. Phytocoris signatipes ingår i släktet Phytocoris och familjen ängsskinnbaggar. Inga underarter finns listade i Catalogue of Life.